# James Bidgood
James Bidgood (Madison, Wisconsin, 28 de marzo de 1933 - 31 de enero de 2022) fue un artista contemporáneo estadounidense.

## Biografía
Vivió y trabajó en Nueva York. Su producción artística se desarrolló en una gran variedad de medios y técnicas, desde la música, el diseño de ventanas y escenografías hasta las actuaciones como drag. En algún momento, sus intereses le llevaron a la fotografía y al cine y es por este trabajo por el que terminó siendo más conocido. 
De rasgos inconfundibles, sus fotografías se caracterizan por una estética entre camp y fantástica. Entre sus influencias se cuentan Florent Ziegfield, Folies Bergeres y George Quaintance, y ha influido a su vez sobre artistas como Pierre et Gilles o David LaChapelle. A finales de los años cincuenta, Bidgood asistió a la Parsons The New School for Design de Nueva York.
En 1971 escribió y dirigió "Pink Narcissus", una película en 8mm que tardó ocho años en rodar en su minúsculo apartamento de Nueva York. Interpretada por Bobby Kendall, la película fue reestrenada en 2003 por Strand Releasing. 
Durante sus últimos años, Bidgood estaba representado legalmente por ClampArt en N.Y. y por Larry Collins Fine Art en Provincetown, Massachusetts.

## Obra
Se apoya en un fuerte valor fantástico. Sus fotografías muestran elaborados escenarios relacionados con el propio mundo de la escenografía, el teatro, la moda, el diseño y las bellas artes. En una reseña sobre el autor publicada en Aperture, Philip Gefter señaló:

La necesidad fue la madre de la invención para Bidgood, quien ha creado elaborados retablos fotográficos en su pequeño estudio de Manhattan. Sus primeras series eróticas se inspiraban en una épica subacuática titulada "Water Colors realizada a principios de los 60 en la que recurrió a Jay Garvin, un bailarín del Club 82, como inspiración. La atmósfera subacuática está completamente fabricada; el fondo del océano fue creado con tela plateada extendida sobre el suelo del apartamento de Bidgood; construyó el arco de una caverna con papel encolado, y con lamé rojo elaboró una langosta. Cubrió a Garvin con aceite mineral y pegó purpurina y escamas a la piel para que el tejido plateado y las luces de la fotografía se reflejasen en su cuerpo como agua. Durante semanas, Bidgood comería y dormiría en los escenarios que había construido en su apartamento.

Muchos de sus temas contemporáneos se encuentran en estado germinal en sus primeras obras. La estética Camp, la identidad, el erotismo, el deseo y la marginalidad; siempre los ha representado con retratos de hombres desnudos. Las complejas referencias de Bidgood al teatro y la actuación parecen presagiar las ramificaciones de la interpretación difundidas por el pensamiento Queer. Sus técnicas, sus procesos de trabajo y su magistral uso ilusionista del color señalan una comprensión madura de sus influencias y objetivos y ofrecen un interesante contraste con los movimientos artísticos dominantes en el momento en que comenzó su carrera artística.
En 2005 se benefició de una beca concedida por Creative Capital que le facilitó un regreso a la fotografía artística después de una parada de casi cuarenta años. Sus proyectos actuales incluyen trabajos para Christian Louboutin y el Out Magazine. En 1999 Taschen publicó una monografía de su trabajo que incluía imágenes de su biografía, y fotogramas de sus películas. Taschen también incluyó una entrevista con Bidgood en su publicación de 2008, The Big Penis Book, cuya reedición está prevista para 2009. Sus obras más recientes recibieron la atención de Out Magazine, que le dedicó un especial en su número de febrero de 2009.

## Exposiciones
Sus exposiciones más recientes tuvieron lugar en powerHouse (Nueva York, 2007); ClampArt (Nueva York, 2007); Exit Art (Nueva York, 2005), Fundació Foto Colectiania (Barcelona, 2003); y en Nikolai Fine Art (Nueva York, 2000). También ha expuesto en Provincetown (Massachusetts), Mart Walker Gallery (Dallas, Texas); la galería Espacio Mínimo (Madrid), Maraeini (Bolonia, Italia) y la Paul Morris Gallery de Nueva York.